# ジョーキュウ
株式会社ジョーキュウは、福岡県福岡市中央区に本社を置く食品メーカー。

## 沿革
- 1855年 - 初代松村半次郎が楠屋醤油として創業。
- 1926年 - 合名会社松村久商店を設立。
- 1989年 - 株式会社ジョーキュウに改組。
- 1993年 - 前原工場新築。

## 事業所
本社・工場・福岡営業所
- 〒810-0041　福岡県福岡市中央区大名1丁目12-15

前原工場
- 〒819-1151　福岡県糸島市本1838-8

## 商品
- 醤油
  - 博多大名本造り醤油
  - 紫根
  - 生しょうゆ 博多 紫
  - 減塩しょうゆ紫
  - 本醸造うまくちしょうゆ
  - うまくちしょうゆ
  - じゅん
  - 特上さしみしょうゆ
  - さしみしょうゆ
  - 減塩しょうゆ
  - あまくちしょうゆ
  - 博多大名 かつおしょうゆ
  - 博多大名 昆布しょうゆ
  - 飛魚醤油
  - 本醸造うすくちしょうゆ
  - うすくちしょうゆ
- 味噌
  - 特米みそ
  - 合わせ生みそ
  - 合わせみそ
  - 田舎麦みそ
- だし
  - 楠屋 野菜だし
  - あごだし
  - 鍋もの一発
  - どんだし
  - 減塩あごだし
  - 楠屋のだし
- たれ・つゆ
  - 焼きあごつゆ
  - ごまだれ
  - 生姜焼のたれ
  - 博多ごまさばのたれ
  - 醤油屋の鰹つゆ
  - みそ煮付
  - 香味煮付
  - 丼のたれ
  - すきやきのたれ
  - 醤油屋の塩だれ
  - 万能みそだれ
  - 焼肉のたれ
  - 和風おろしのたれ
  - 飛魚つゆ
  - そばつゆ
  - かしわ飯のもと
- ぽん酢・ドレッシング
  - 大名橙ぽん酢
  - 橙ぽん酢
  - 醤油屋のゆずぽん酢
  - 塩ぽん酢
  - 玉葱ぽん
  - サラダ梅ノンオイルドレッシング

## 文化財
- 2015年3月26日に仕込蔵・米蔵・納戸蔵・表座敷・裏座敷・煙突・若宮神社が国の登録有形文化財に登録された[1]。